# MÁV-Baureihe BCmot
Die Fahrzeuge der MÁV-Baureihe BCmot (später ABmot) waren zweiachsige Triebwagen für den Nebenbahnverkehr der ungarischen Staatsbahn Magyar Államvasutak (MÁV) und der GySEV (Raaberbahn).

## Geschichte

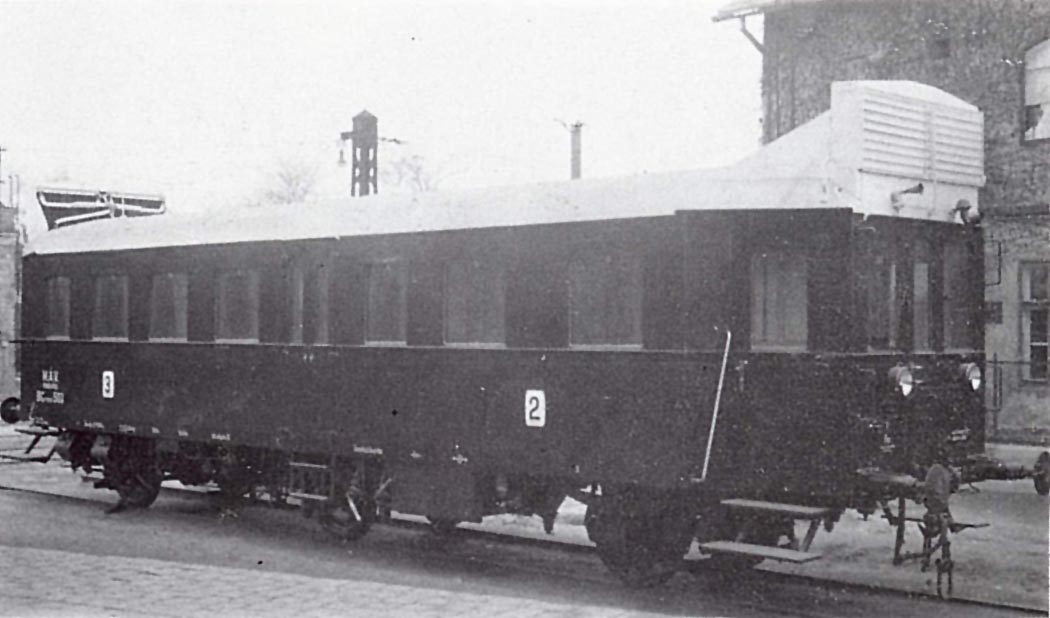
Größere Type BCnymot mit Gepäckabteil (1937)

Wie überall in Europa nahm die Ungarische Eisenbahn-Industrie in der Mitte der 1920er Jahre die Produktion von Triebwagen mit Verbrennungsmotor auf. Der BCmot von Ganz & Co. war der erste serienmäßig dort hergestellte Triebwagen. 1926 erschienen die Prototypen BCmot 351, 371 und 372 und wurden von der MAV ausgiebig getestet. Dabei brachte das Fahrzeug günstige Betriebsergebnisse, so dass in den Jahren bis 1937 insgesamt 128 Fahrzeuge geliefert wurden.
Schon 1928 ließen die MÁV in Szentes ein eigenes Triebwagendepot errichten, welches zu den ersten seiner Art in Europa zählte. Die hier eingesetzten Fahrzeuge leisteten täglich 7.000 Zugkilometer. Über viele Jahre leisteten die Fahrzeuge Dienst auf Nebenbahnen und bewährten sich sehr gut. Dabei erfuhren sie zahlreiche technische Verbesserungen, unter anderem wurden die Kühler an die Stirnfronten verlegt, Kupplungen und Fahrwerke umgebaut sowie moderne Dieselmotore eingebaut.

### Typen
Neben der zweiachsigen Type BCmot wurden für Strecken mit Achslast unter zehn Tonnen Fahrzeuge mit drei Achsen als Mittelachsfahrzeuge Type BCymot geliefert. 1935 lieferte Ganz an Belgien eine verlängerte Ausführung (8.520 mm Achsstand) mit mittig gelegenem Gepäckabteil und geringfügig anderer Innenraumaufteilung, 1937 entschloss sich die MÁV ferner zur Anschaffung dieser Type in dreiachsiger Ausführung als BCnymot Nr. 501 – 508.

### GySEV
Auch an Privatbahnen wie die Raaberbahn (GySEV) wurden für den Nebenstreckendienst derartige Fahrzeuge geliefert. Die GySEV erhielt ihre ersten, als M 11 und M 12 nummerierten Triebwagen zeitgleich mit den Prototypen für die MÁV und setzte sie erstmals am 25. Mai 1926 ein.
Die Triebwagen bewährten sich auf Anhieb, so dass 1927 zwei weitere Fahrzeuge (M 13 und 14) sowie 1928 die von Ganz umgebauten MÁV-Prototypen BCmot 371 und 372 als M 15 und M 16 übernommen wurden. Später erfolgten mehrere Umbauten, so dass die Fahrzeuge weitgehend denen der MÁV angeglichen waren. Sie wurden von Beginn an auch im österreichischen Streckenabschnitt eingesetzt, dabei fuhren sie von 1928 bis in die späten 1970er Jahre unter anderem auf der Neusiedler Seebahn. Ab 1. April 1932 verkehrten die Fahrzeuge auch als Triebwagen-Eilzug der GySEV von Sopron über Ebenfurth nach Wien Südbahnhof, mitunter sogar mit zwei Beiwagen.
Die verbliebenen Triebwagen ABmot 11, 12, 14 und 15 erhielten zu Beginn der 1970er Jahre noch moderne Rába-Dieselmotore.

### Ausmusterung und Verbleib
Zur Ablösung kam es bei der MAV in den 1970er Jahren durch die Triebwagen der Reihe Bzmot. Die GySEV schied ihr letztes Exemplar 1988 aus.
Viele Fahrzeuge sind erhalten geblieben. Fahrfähig sind die BCmot 353, BCmot 390 (Freilichtmuseum  Skanzen in Szentendre), BCmot 397 und der BCmot 468.
Ein Fahrzeug blieb nach 1945 infolge Kriegsereignissen in der damaligen Tschechoslowakei. Das dreiachsige Fahrzeug vom Typ BCymot wurde 1949 an die MÁV zurückgegeben.
Mit der neuen Betriebsnummer 485 166 befindet sich ein Fahrzeug betriebsfähig im Museumsbestand.

## Technische Merkmale

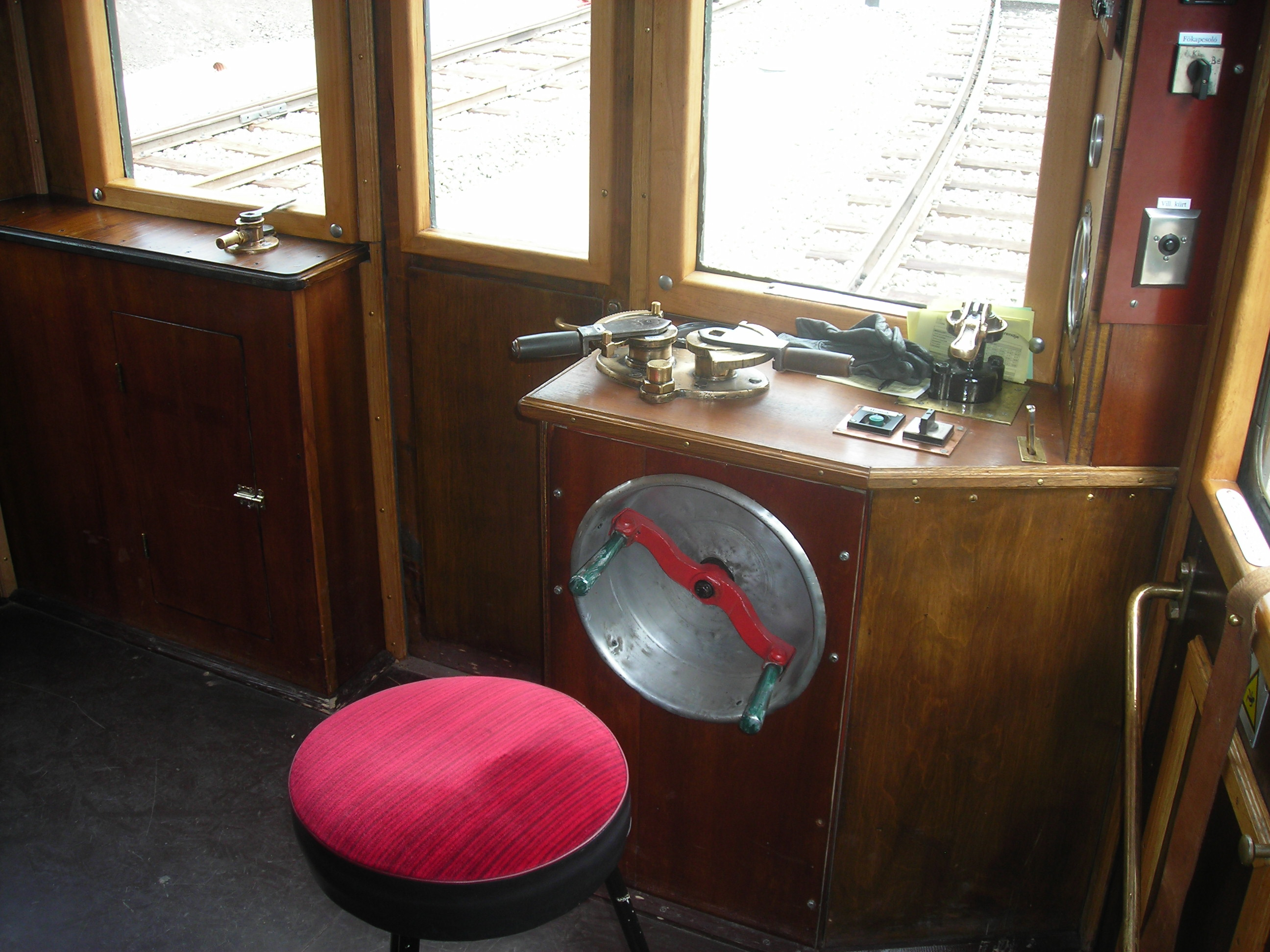
Führertisch mit Gashebel (mittig links) und Schalthebel (mittig rechts) sowie Bremsventil rechts davon

Die technische Beschreibung und die angeführten technischen Daten beziehen sich auf den BCmot 351. Die Daten der späteren Lieferungen weichen geringfügig ab und sind ggf. angeführt.
Der Wagenkasten bestand aus einem blechverkleideten, geschweißten Stahlskelett. Der Fahrgastraum bot ursprünglich 12 Sitzplätze in der 2. Wagenklasse und 35 Sitzplätze in der 3. Klasse, was später bei den Serienfahrzeugen auf 29 in der 3. Klasse abgeändert wurde. Außerdem besaß der Prototyp eine Toilette und einen kleinen Gepäckraum. Die beiden Führerstände befanden sich an den Enden des Wagenkastens.
Ursprünglich waren die BCmot mit einem niedrigen Fahrwerk (Raddurchmesser 750 mm) und einer Mittelpufferkupplung Bauart Kürtössy ausgerüstet. Später erhielten sie im Zuge von Umbauten ein normal hohes Fahrwerk (Raddurchmesser 920 mm) sowie normgerechte Zug- und Stoßvorrichtungen.
Die Antriebsanlage war unter dem Wagenboden angebracht und so aufgehängt, dass sie möglichst wenig Schwingungen an den Fahrgastraum abgab. Der Motor ragte in den Fahrgastraum hinein und wurde mit einer Sitzbank überbaut. Ursprünglich bestand der Antrieb aus einem 55 kW starken Reihensechzylinder-Benzinmotor vom Typ Ganz VI AmC 130. Von 1929/30 an wurden die Fahrzeuge mit einem 120 PS starken Reihensechszylinder-Dieselmotor Typ VI JaR 135 nach Bauart Ganz-Jendrassik ausgerüstet. Die älteren Fahrzeuge erhielten diesen Motor als Tausch. Dadurch konnte die Geschwindigkeit auf 60 km/h (später sogar 70 km/h) erhöht werden. In den 1970er Jahren erhielten einige Fahrzeuge von MAV und GySEV den moderneren Motor Typ D2156 HM6, welchen Rába in Lizenz von MAN fertigte.
Dem Motor schloss sich über eine Hardyscheibe das dreigängige Wechselgetriebe an, die Serienausführung besaß später fünf Gänge. Die Zahnräder der einzelnen Gänge waren ständig im Eingriff, die Kraftübertragung wurde pneumatisch geschaltet. Die 1928 an die GySEV gelieferten Fahrzeuge besaßen bereits eine elektropneumatische Vielfachsteuerung.
Zur Kühlung diente der auf dem Wagendach angebrachte Rippenkühler. Ursprünglich war der Kraftstoffbehälter auf dem Dach angeordnet, später wurde er unter den Fahrzeugboden verlegt. Die Heizung des Fahrgastraumes erfolgte durch das Kühlwasser des Verbrennungsmotors.

## Bildergalerie

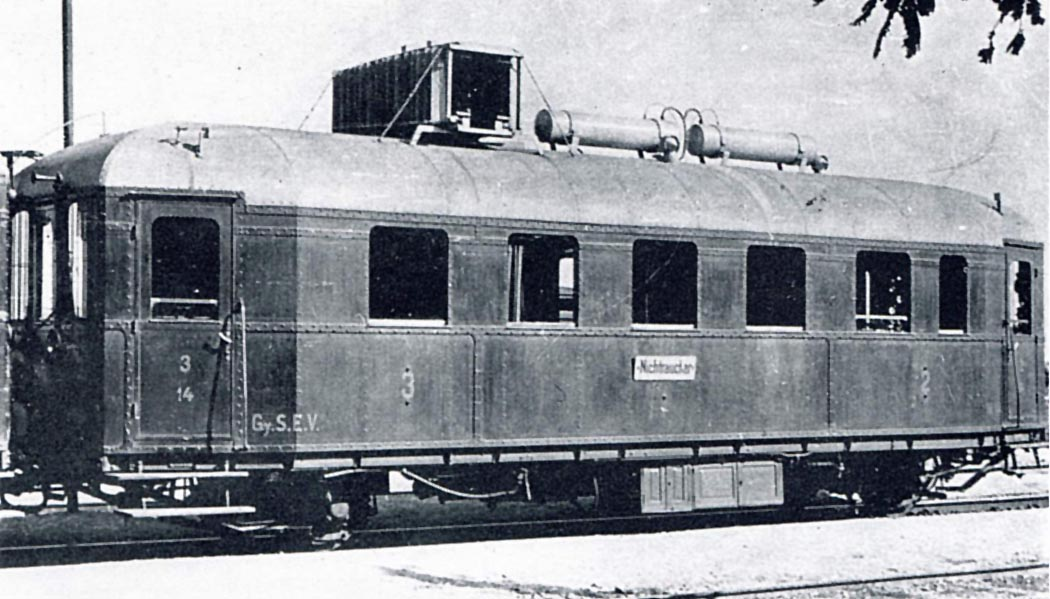
GySEV M14 im Einsatz in Österreich (deutschsprachiges Schild)
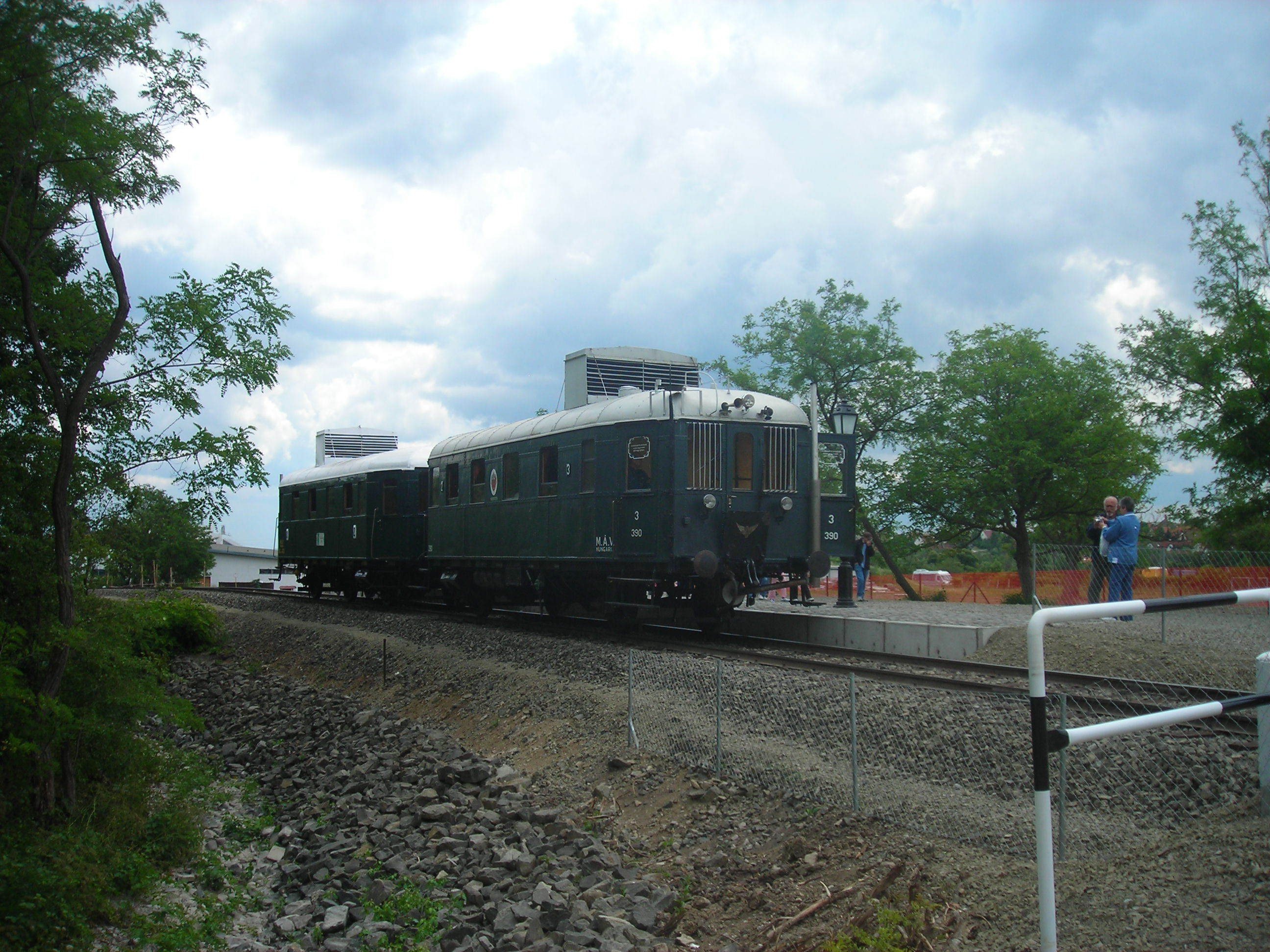
Zwei Exemplare in Szentendre
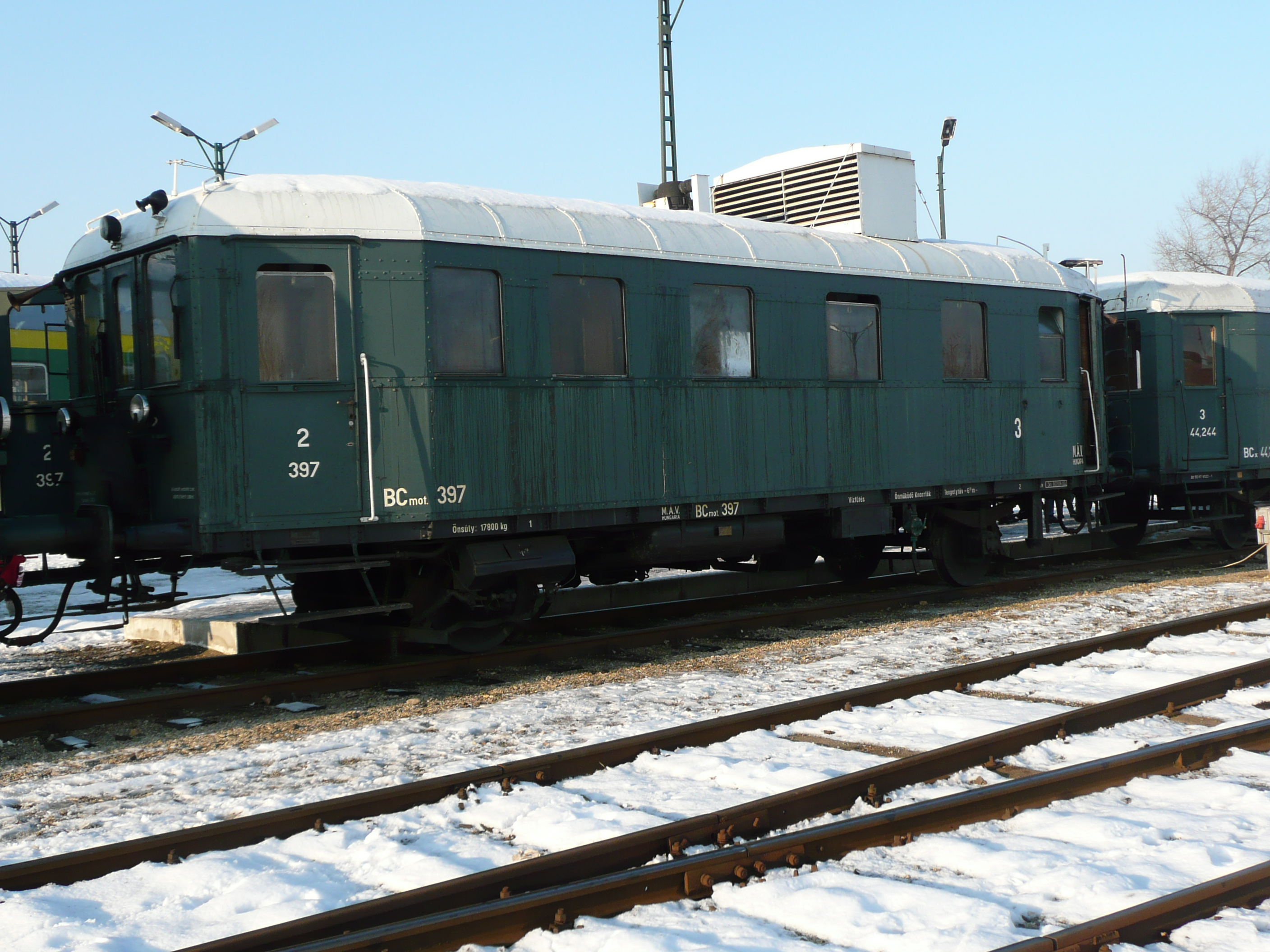
BCmot 397 im Eisenbahnhistorischen Park in Budapest
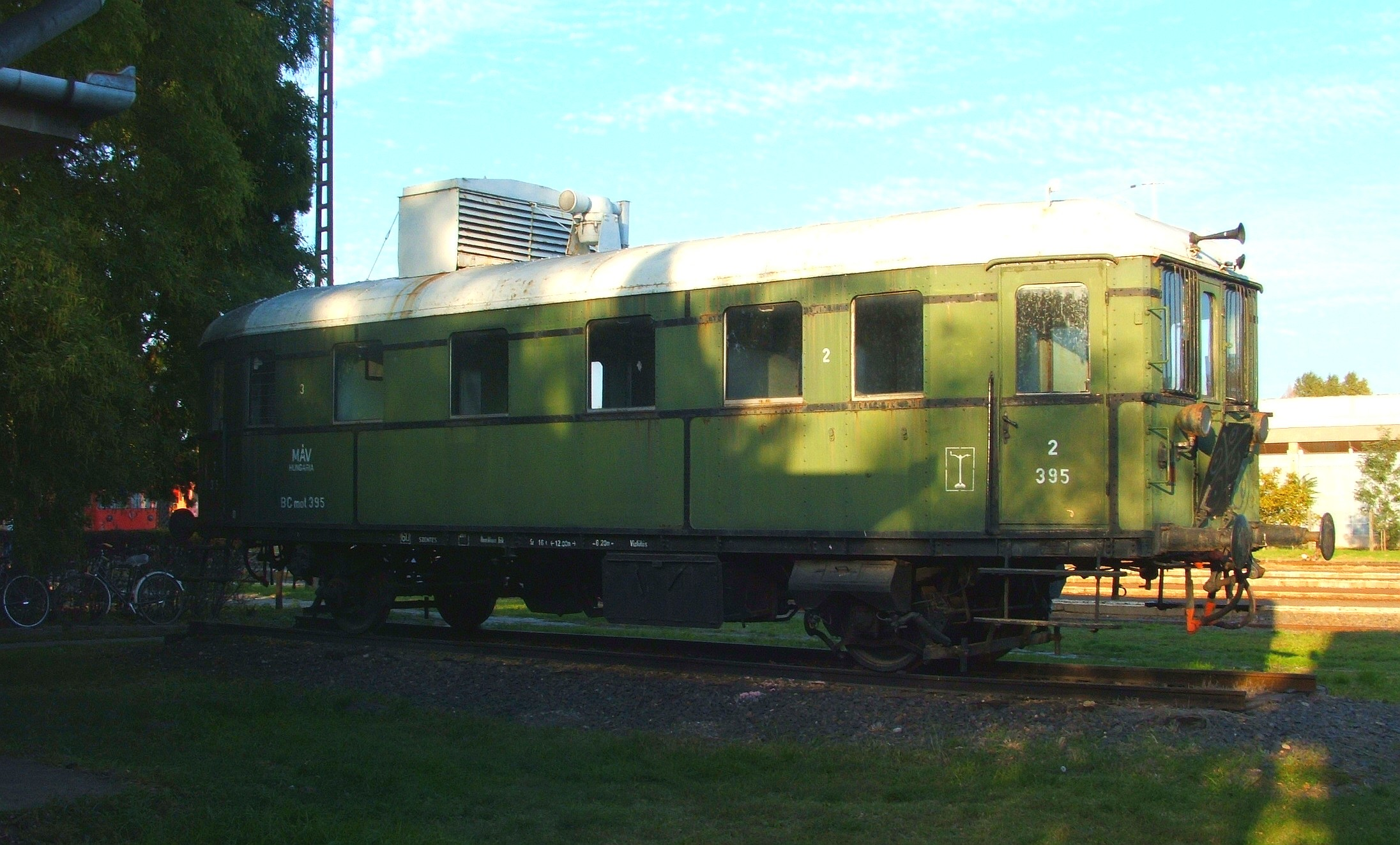
BCmot 395 als Denkmal in Szentes
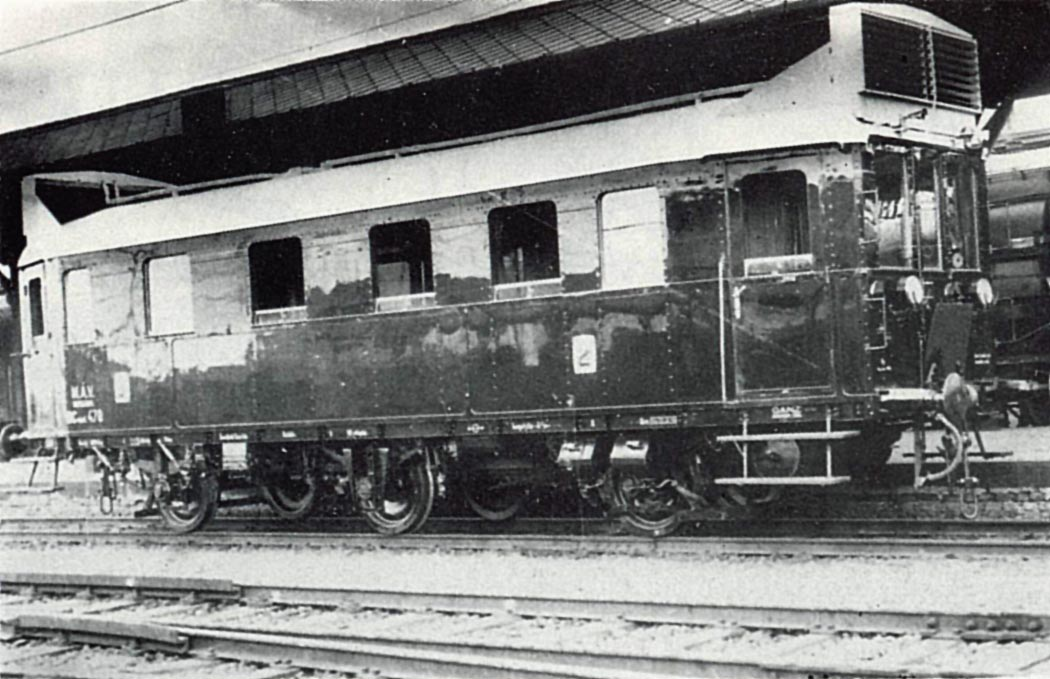
Dreiachsige Type BCymot Nr. 478